# Jowita Koncewicz
Jowita Koncewicz-Krzemień (ur. 1935) – polska programistka, tłumaczka. 

## Życiorys
Ukończyła matematykę na Uniwersytecie Warszawskim. W 1956 rozpoczęła pracę w Grupie Aparatów Matematycznych Instytutu Maszyn Matematycznych, zostając jedną z pierwszych polskich programistek. Współtwórczyni pierwszego polskiego języka programowania SAKO oraz polskich translatorów języka ALGOL. W 1978 odeszła z IMM. Związała się z Instytutem Technologii Elektronowej. W międzyczasie rozpoczęła tłumaczenia książek technicznych dla Wydawnictw Naukowo-Technicznych. Z czasem skupiła się tylko na tej działalności. W 1990 wyjechała do Stanów Zjednoczonych na kurs wykorzystania komputerów w oświacie. Pod koniec kariery zawodowej prowadziła pracownię komputerową na Wydziale Psychologii UW.
Działała w Związku Młodzieży Polskiej, z której została usunięta w XI klasie. W 1980 zapisała się do NSZZ „Solidarność”.
Jej ojciec, oficer Wojska Polskiego, zmarł w 1944. Trzykrotnie zamężna, m.in. z Wiesławem Żelazko i Romanem Krzemieniem. Matka Krzysztofa (ur. 1962) oraz Mai (ur. 1976). Ateistka.

## Tłumaczenia
- F. Peter Fisher, George F. Swindle: Systemy programowania maszyny cyfrowej. Jowita Koncewicz, Janina Rowińska (tłum.). Warszawa: Wydawnictwa Naukowo-Techniczne, 1971, s. 668. OCLC 749415754.
- Edward B. James, Fergus O'Brien, Peter Whitehead: FORTRAN : kurs programowania. Jowita Koncewicz (tłum.). Warszawa: Wydawnictwa Naukowo-Techniczne, 1974, s. 154. OCLC 749144925.
- P.J. Brown: Makrogeneratory i oprogramowanie przenośne. Jowita Koncewicz-Krzemień (tłum.). Warszawa: Wydawnictwa Naukowo-Techniczne, 1978, s. 278.
- Ian O. Angell: Wprowadzenie do grafiki komputerowej. Jowita Koncewicz-Krzemień (tłum.). Warszawa: Wydawnictwa Naukowo-Techniczne, 1986, s. 165. ISBN 83-204-0716-8.
- Wolfgang Reisig: Sieci Petriego : wprowadzenie. Jowita Koncewicz-Krzemień (tłum.). Warszawa: Wydawnictwa Naukowo-Techniczne, 1988, s. 187. ISBN 83-204-1024-X.
- Robin Jones, Ian Stewart: Sztuka programowania w języku C. Jowita Koncewicz-Krzemień (tłum.). Warszawa: Wydawnictwa Naukowo-Techniczne, 1992, s. 236. ISBN 83-204-1414-8.
- Marc J. Rochkind: Programowanie w systemie Unix dla zaawansowanych. Jowita Koncewicz-Krzemień (tłum.). Warszawa: Wydawnictwa Naukowo-Techniczne, 1993, 1997, 2007, s. 312. ISBN 83-204-1596-9.
- A.M. Lister, R. D. Eager: Wprowadzenie do systemów operacyjnych. Jowita Koncewicz-Krzemień (tłum.). Warszawa: Wydawnictwa Naukowo-Techniczne, 1994, s. 249. ISBN 83-204-1757-0.
- W. Richard Stevens: Programowanie zastosowań sieciowych w systemie UNIX. Krzysztof Czaja, Jowita Koncewicz-Krzemień (tłum.). Warszawa: Wydawnictwa Naukowo-Techniczne, 1995, s. 822. ISBN 83-204-1872-0.
- Stanley B. Lippman: Podstawy języka C++. Krzysztof Czaja, Jowita Koncewicz-Krzemień (tłum.). Warszawa: Wydawnictwa Naukowo-Techniczne, 1996, s. 662. ISBN 83-204-1681-7.
- Bjarne Stroustrup: Projektowanie i rozwój języka C++. Jowita Koncewicz-Krzemień (tłum.). Warszawa: Wydawnictwa Naukowo-Techniczne, 1996, s. 511. ISBN 83-204-2042-3.
- Scott Meyers: Język C++ bardziej efektywny : 35 praktycznych sposobów ulepszenia programów. Jowita Koncewicz-Krzemień (tłum.). Warszawa: Wydawnictwa Naukowo-Techniczne, 1998, s. 351. ISBN 83-204-2307-4.
- W. Richard Stevens: UNIX : programowanie usług sieciowych. 1, API: gniazda i XTI. Krzysztof Czaja, Jowita Koncewicz-Krzemień (tłum.). Warszawa: Wydawnictwa Naukowo-Techniczne, 2000, s. 1101. ISBN 83-204-2421-6.
- Clovis L. Tondo, Bruce P. Leung: Podstawy języka C++ : ćwiczenia i rozwiązania. Krzysztof Czaja, Jowita Koncewicz-Krzemień (tłum.). Warszawa: Wydawnictwa Naukowo-Techniczne, 2001, s. 431. ISBN 83-204-2615-4.
- Brian W. Kernighan, Rob Pike: Lekcja programowania. Jowita Koncewicz-Krzemień (tłum.). Warszawa: Wydawnictwa Naukowo-Techniczne, 2002, s. 317. ISBN 83-204-2732-0.
- Ian Graham, Alan O'Callaghan, Alan Cameron Wills: Metody obiektowe w teorii i w praktyce. Jowita Koncewicz-Krzemień (tłum.). Warszawa: Wydawnictwa Naukowo-Techniczne, 2004, s. 908. ISBN 83-204-2847-5.
- Jon Bentley: Więcej perełek oprogramowania : wyznania programisty. Jowita Koncewicz-Krzemień (tłum.). Warszawa: Wydawnictwa Naukowo-Techniczne, 2007, s. 260. ISBN 978-83-204-3071-4.